# Cisteller beccurt
El cisteller beccurt (Asthenes baeri) és una espècie d'ocell de la família dels furnàrids (Furnariidae).

## Hàbitat i distribució
Zones obertes amb matolls i boscos de les terres baixes del sud-est del Brasil, Uruguai, Paraguai. sud-est de Bolívia i l'Argentina.